# TM5
O RAINS  (Regional Air pollution INformation and Simulation) é um simulador do impacto da poluição atmosférica transfronteiriça nas dimensões sócio-económica e biofísica. O modelo avalia SO2, NOx, NH3, COV e partículas (PM) das emissões para a Europa como um todo assim como para cada país individualizado.